# Municipio de Sidney (Míchigan)
El municipio de Sidney (en inglés: Sidney Township) es un municipio ubicado en el condado de Montcalm en el estado estadounidense de Míchigan. En el año 2010 tenía una población de 2574 habitantes y una densidad poblacional de 28,36 personas por km².

## Geografía
El municipio de Sidney se encuentra ubicado en las coordenadas 43°14′46″N 85°8′18″O / 43.24611, -85.13833. Según la Oficina del Censo de los Estados Unidos, el municipio tiene una superficie total de 90.75 km², de la cual 87,92 km² corresponden a tierra firme y (3,12 %) 2,83 km² es agua.

## Demografía
Según el censo de 2010, había 2574 personas residiendo en el municipio de Sidney. La densidad de población era de 28,36 hab./km². De los 2574 habitantes, el municipio de Sidney estaba compuesto por el 96,5 % blancos, el 0,12 % eran afroamericanos, el 0,23 % eran amerindios, el 0,39 % eran asiáticos, el 1,94 % eran de otras razas y el 0,82 % eran de una mezcla de razas. Del total de la población el 4,04 % eran hispanos o latinos de cualquier raza.